# Trichosteleum pusillum
Trichosteleum pusillum är en bladmossart som beskrevs av Georg Friedrich von Jaeger 1878. Trichosteleum pusillum ingår i släktet Trichosteleum och familjen Sematophyllaceae. Inga underarter finns listade i Catalogue of Life.